# 拉尔夫·西弗斯
拉尔夫·西弗斯（德語：Ralf Sievers，1961年10月30日—），德国男子足球运动员，司职中场。他曾代表西德国奥队参加1988年夏季奥林匹克运动会足球比赛，获得一枚铜牌。